# Clube de Albergaria (női csapat)
A Clube de Albergaria egy portugál női labdarúgóklub, amely a portugál élvonalban szerepel. A klub székhelye Albergaria-a-Velhában található.

## Klubtörténet
Portugália egyik legrégebbi egyesületét hivatalosan 1890-ben hozták létre Grémio Albergariense néven, bár az első dokumentumok már 1882-ből is fellelhetőek.
A kezdeti időszakban társadalmi, kulturális szervezetként működtek, a helyi teniszklubbal létrejött 1939-es egyesülés után, azonban már sportklubként tevékenykedtek tovább. A 60-as évektől asztalitenisz, kézilabda és a kerékpáros szakosztállyal bővült a társaság, majd a 90-es években a futsalcsapat sikerei ösztönözték a labdarúgó szakág létrejöttét.

## Játékoskeret
2022. szeptember 10-től
| #  |     | Poszt | Név               |
| -- | --- | ----- | ----------------- |
| 1  | POR | K     | Diana Oliveira    |
| 12 | POR | K     | Íris Esgueirão    |
| 12 | POR | K     | Sofia Caleiro     |
| 3  | POR | V     | Maria Teixeira    |
| 4  | POR | V     | Carolina Luis     |
| 5  | POR | V     | Raquel Varajão    |
| 9  | USA | V     | Jaime Turrentine  |
| 11 | POR | V     | Patrícia Oliveira |
| 14 | POR | V     | Mariana Ferreira  |
| 16 | POR | V     | Ana Carneiro      |
| 16 | POR | V     | Rita Montenegro   |
| 17 | BRA | V     | Letícia Mauro     |
|    | POR | V     | Andreia Tavares   |

| #  |     | Poszt | Név                   |
| -- | --- | ----- | --------------------- |
| 3  | POR | KP    | Ana Carolina Ferreira |
| 7  | POR | KP    | Beatriz Costa         |
| 7  | POR | KP    | Maria Santos          |
| 10 | SVN | KP    | Nika Babnik           |
| 13 | POR | KP    | Joana Lourenço        |
| 20 | POR | KP    | Maria Fonseca         |
| 21 | POR | KP    | Samara Lino           |
| 22 | BRA | KP    | Andrezinha            |
|    | POR | KP    | Iara Fernandes        |
| 6  | POR | CS    | Alexandra Henriques   |
| 15 | USA | CS    | Olivia Kearse         |
| 18 | BRA | CS    | Érica Santos          |
| 19 | POR | CS    | Daniela Martins       |

## Korábbi híres játékosok
| - Leonor Alves - Joana Baptista - Salomé Costa - Rita Coutinho - Mariana Couto - Rita Dias - Constança Fernandes - Sara Gabriela - Juliana Guedes - Cátia Marques - Raquel Reis - Lorena Santana | - Inês Santos - Joana Santos - Ticha Sá - Patrícia Sousa - Ana Vilela - Amanda Doyle - Heidi Ruth - Érica Bispo - Danaí Kaldórídú - Lindsay Kitson - Magyarics Zoé - Karen Martin |

## Sikerei
- Portugál másodosztályú bajnok (1):
  - 2009